# Ichiei Muroi
Ichiei Muroi (室井 市衛 Muroi Ichiei?, nacido el 22 de junio de 1974 en Saitama) es un exfutbolista japonés. Jugaba de defensa y su último club fue el Yokohama FC de Japón.

## Trayectoria

### Clubes
| Club            | País  | Año         |
| --------------- | ----- | ----------- |
| Kashima Antlers | Japón | 1993 - 1999 |
| Urawa Reds      | Japón | 2000 - 2004 |
| Cerezo Osaka    | Japón | 2001        |
| Vissel Kobe     | Japón | 2005        |
| Yokohama FC     | Japón | 2006 - 2007 |

## Palmarés

### Títulos nacionales
| Título             | Club            | País  | Año  |
| ------------------ | --------------- | ----- | ---- |
| J1 League          | Kashima Antlers | Japón | 1996 |
| Copa J. League     | Kashima Antlers | Japón | 1997 |
| Copa del Emperador | Kashima Antlers | Japón | 1997 |
| J1 League          | Kashima Antlers | Japón | 1998 |
| Copa J. League     | Urawa Reds      | Japón | 2003 |
| J2 League          | Yokohama FC     | Japón | 2006 |